# Kibyra (Pamphylië)
Kibyra (Oudgrieks: Κίβυρα / Kíbura), ook wel "het kleine Kibyra" () genoemd om het te onderscheiden van Kibyra ("het grote Kibyra"; ἡ μεγάλη) in Phrygië, was een antieke stad in Pamphylië, nu aan Kaap Karaburun, 32 (of 19) kilometer ten (noord)westen van Alanya gelegen. In de oudheid in de buurt van Side gesitueerd.
Ze speelde ook in de late oudheid en middeleeuwen nog een rol en was in de Midden-Byzantijnse periode vanaf 734 een tijd lang zetel van de stratēgos van de belangrijke zeethema van de Kibyrrhaioten of Kibyrrhaiotai (θέμα Κιβυρραιωτῶν), die haar naam aan de stad ontleende.